# Marigny-le-Châtel
Marigny-le-Châtel is een gemeente in het Franse departement Aube (regio Grand Est). De plaats maakt deel uit van het arrondissement Nogent-sur-Seine. Marigny-le-Châtel telde op 1 januari 2022 1.753 inwoners.

## Geografie
De oppervlakte van Marigny-le-Châtel bedroeg op 1 januari 2022 20,31 vierkante kilometer; de bevolkingsdichtheid was toen 86,3 inwoners per km².
De onderstaande kaart toont de ligging van Marigny-le-Châtel met de belangrijkste infrastructuur en aangrenzende gemeenten.

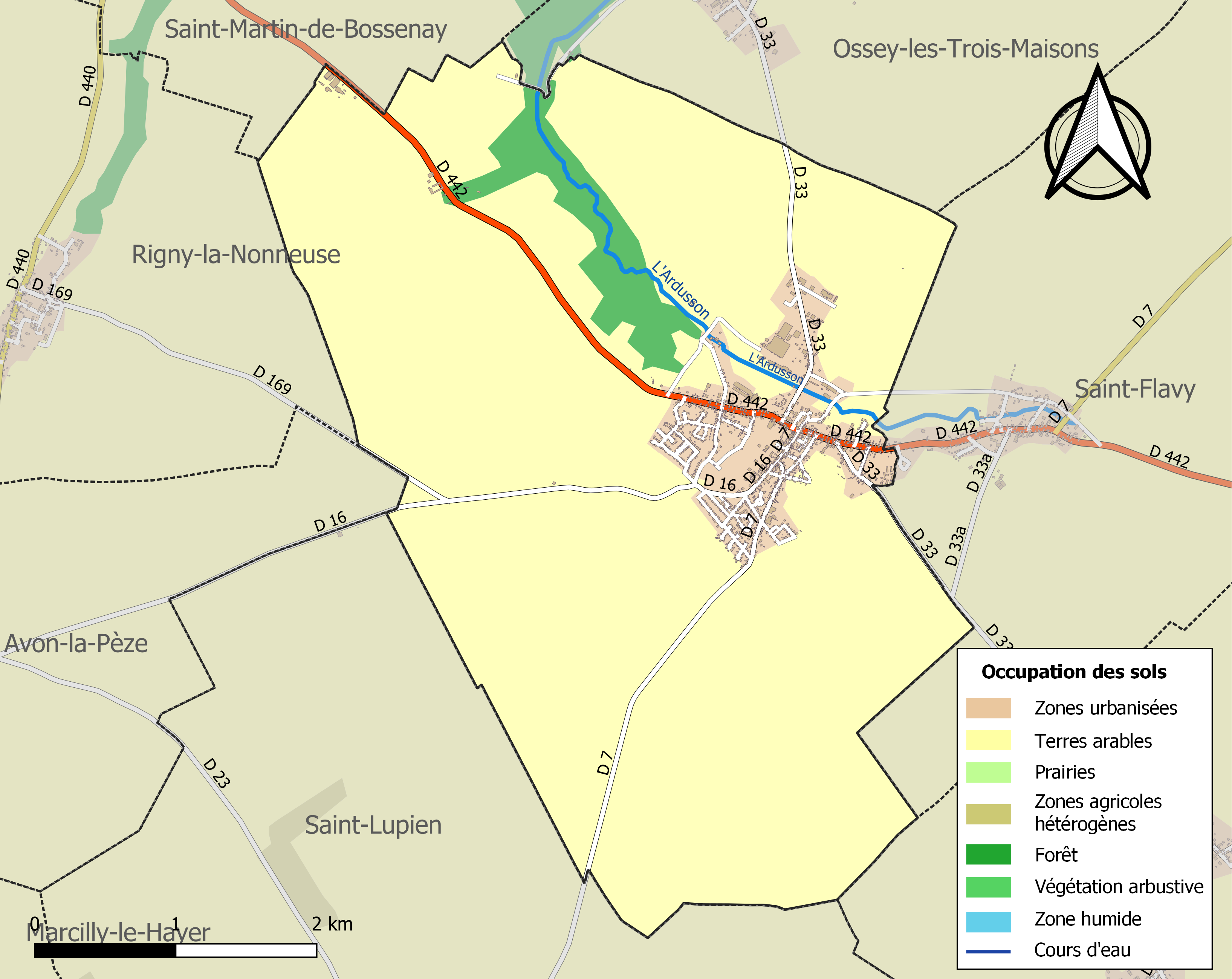

## Demografie
Onderstaande figuur toont het verloop van het inwonertal (bron: INSEE-tellingen).

Vanwege een beveiligingsprobleem met de MediaWiki Graph-software is het momenteel niet mogelijk deze grafiek weer te geven. Zodra de software is bijgewerkt zal de grafiek vanzelf weer zichtbaar worden.